# Afrocubano
El término “afrocubano” se refiere al grupo étnico cubano que tiene herencia subsahariana, y la cultura de este grupo. El término afrocubanismo se puede usar en el contexto de música, religión, arte y lenguaje.

## Historia

### Colonización española
Después de la conquista española de Cuba en el siglo XVI, comenzaron a traer esclavos negros de África a la isla para trabajar en las plantaciones de caña de azúcar y tabaco. Las condiciones de trabajo de los esclavos siguieron siendo deplorables durante cientos de años: el viajero alemán Alexander von Humboldt escribió en 1826 que en algunas plantaciones morían entre 15 y 18 de cada 100 esclavos. En 1817, se aprobó en Cuba la primera ley que limitaba la esclavitud, lo que condujo al surgimiento de una capa de "personas libres de color" en la sociedad, cuyos representantes constituían aproximadamente el 20% de la población y superaban en número a capas similares en las colonias caribeñas vecinas.
Esto condujo a un inicio relativamente temprano del mestizaje. Sin embargo, la importación de esclavos a Cuba finalmente no se detuvo hasta 1865, después del final de la Guerra de Secesión estadounidense. La esclavitud fue abolida en 1886.

### Independencia y etapa republicana
Durante el Alzamiento de Jagüey Grande en 1866 y la Guerra de Independencia cubana de 1895-1898, los afrocubanos jugaron un papel importante, siendo el grupo social más desfavorecido bajo el régimen colonial español. Los generales afrocubanos Antonio Maceo y Guillermo Moncada todavía son venerados en Cuba como héroes nacionales.
En 1908, los afrocubanos veteranos de la Guerra de independencia fundaron el Partido Independiente de Color, el primer partido negro en el hemisferio occidental, dedicado a defender los intereses sociales de los negros contra la discriminación del gobierno. El partido exigió plenos derechos civiles y libre acceso a la educación superior para los negros, y también trató de defender los intereses de los campesinos afrocubanos que fueron expulsados de sus tierras ancestrales por grandes inversores estadounidenses durante la concentración de tierras en sus manos posterior a la independencia. El movimiento de protesta política terminó en 1912 con el Levantamiento Armado de los Independientes de Color en la provincia de Oriente, que fue brutalmente reprimido por el gobierno cubano. Al mismo tiempo, según diversas fuentes, entre 2.000 y 5.000 miembros del partido fueron asesinados, lo que provocó su colapso.

### Después de la revolución cubana
Después de la caída del gobierno de Fulgencio Batista a principios de 1959, el gobierno de Fidel Castro, emprendió reformas sociales que afectaron las vidas de todos los grupos de la sociedad cubana, incluidos los afrocubanos. En el segundo año de la revolución, se formaron varias organizaciones de masas bajo el control del gobierno (sindicatos, sindicatos de mujeres y estudiantes, etc.) para llevar a cabo cambios políticos controlados. Reemplazaron a las antiguas asociaciones independientes, que gradualmente dejaron de existir o fueron oficialmente prohibidas. Sin embargo, no se creó una organización separada para proteger los derechos de los afrocubanos, que pudiera desempeñar las mismas funciones que las sociedades de negros afrocubanas centralizadas y autoorganizadas que existieron durante varias décadas. Con la victoria del revolución, según el gobierno, su existencia se volvió innecesaria, porque en la nueva sociedad no hay lugar para ninguna forma de discriminación.
En general, la gran mayoría de los afrocubanos apoyó el nuevo régimen de Fidel Castro. Representantes como Salvador Valdés Mesa, Juan Almeida Bosque y Víctor Dreke se convirtieron en importantes figuras militares y gubernamentales. La participación de los afrocubanos en la Rebelión del Escambray fue limitada, pero constituían una parte significativa de las Milicias Nacionales Revolucionarias y las brigadas de propaganda. Sin embargo, entre los principales comandantes rebeldes se encontraban los afrocubanos Eusebio Peñalver y Margarito Lanza Flores.
Los activistas e intelectuales afrocubanos que señalaron la persistencia del racismo y la discriminación relacionada bajo el nuevo orden social plantearon un tema tabú y a menudo fueron perseguidos en las primeras tres décadas después de la revolución. En particular, el etnólogo e historiador Walterio Carbonell, educado en Francia, que fue durante mucho tiempo militante del Partido Comunista de Cuba, provenía de una rica familia afrocubana, apoyó a Fidel Castro desde 1953 y en 1959 Castro lo nombró embajador de Cuba en Túnez. Publicó en 1961 una obra sociológica “Cómo surgió la cultura nacional”, en la que criticaba la situación de los afrocubanos; poco después fue prohibido y su publicación le costó al autor un puesto en el Ministerio de Asuntos Exteriores. Unos años más tarde, Carbonel creó una ONG para combatir el racismo, fue internado en un campo de trabajos forzados durante dos años con fines de “reeducación” y luego varias veces internado en un hospital psiquiátrico. Carbonel sólo se vio reivindicado en 2005, cuando su controvertido libro se volvió a publicar en forma editada. En 2011, recibió póstumamente un premio del periódico gubernamental Granma por sus “preciadas fuentes para la historiografía.” Durante las décadas de 1960 y 1970, muchos miembros de la hermandad Abaqua, una secta afrocubana rica en tradiciones, también fueron perseguidos por agencias gubernamentales. Recién en 2005 fue registrada por el Ministerio de Justicia cubano como asociación jurídica.

## Religión

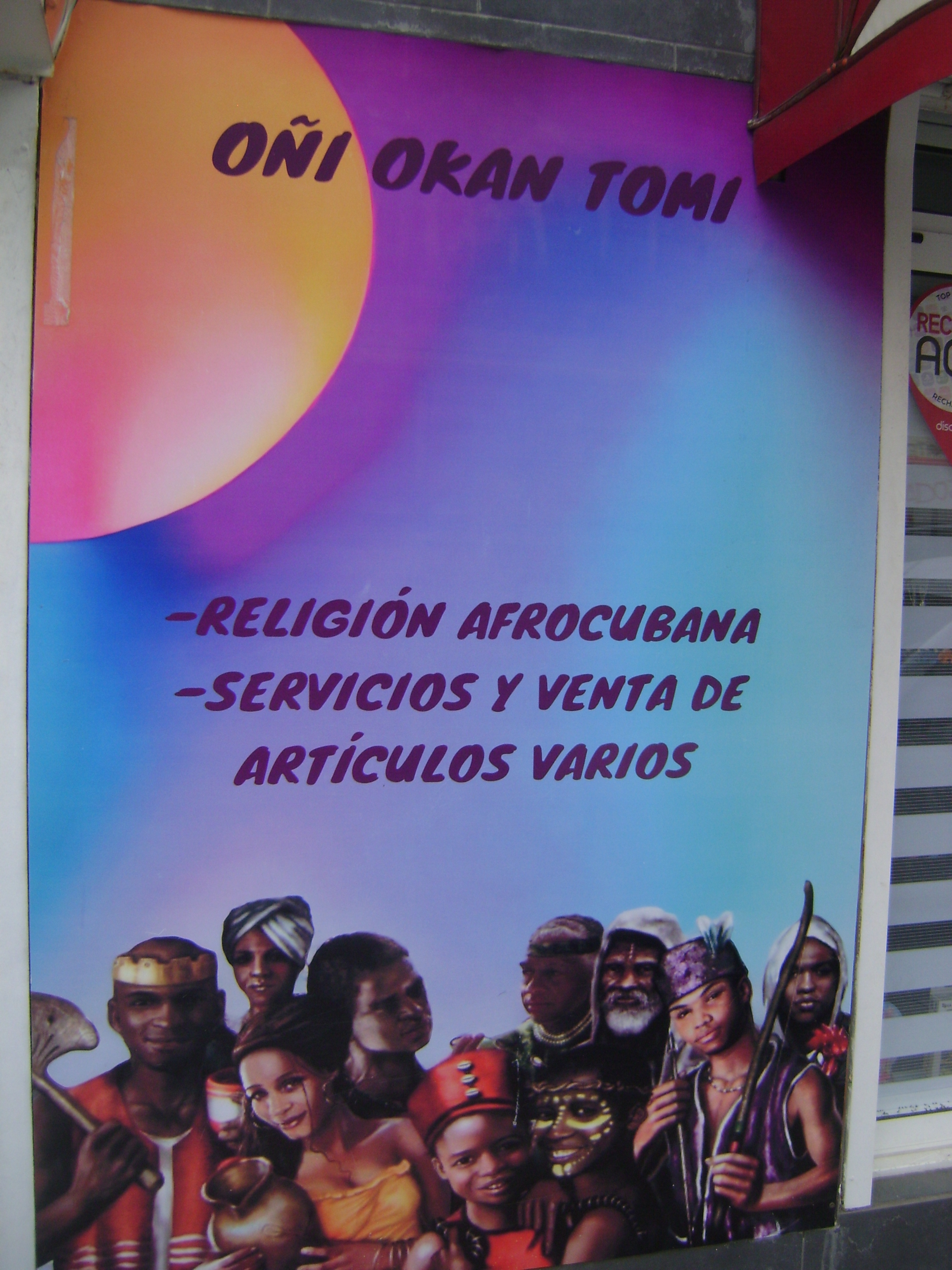
Tienda de productos afrocubanos en La Coruña, Galicia (España).

La religión afrocubana tiene tres prácticas principales: santería, palo monte, y abakuá. Cuando los esclavos africanos fueron traídos a trabajar en las plantaciones de caña de azúcar, trajeron su religión y se mezcló con el cristianismo.

## Música
El jazz afrocubano es un estilo musical que se desarrolló en las décadas de 1940 y 1950, basado en armonías de jazz, ritmos africanos y cubanos y diferentes técnicas de improvisación. Se considera el primer estilo de jazz latino. El jazz afrocubano utiliza una combinación de instrumentos tradicionales de jazz y percusión, que se encuentran comúnmente en otros estilos caribeños incluyen timbales, bongós, congas, piano, trompeta, trombón, bajo, saxofón y clarinete.

## Arte
Wilfredo Lam: El 8 de diciembre de 1902, nació el artista cubano Wilfredo Óscar de la Concepción Lam y Castilla, fue un artista inspirado por los artistas más destacados del siglo XX, él fue un pintor, escultor, de cerámica y grabado, y murió el 11 de septiembre de 1982.

## Lenguaje
Los afrocubanos tienen un dialecto del español, que tiene influencia de las lenguas de África. Uno de estos dialectos más comunes es el "habla congo", una mezcla de español y kikongo de África. Estos dialectos son prominentes en las religiones de los afrocubanos, como santería y abakuá. 